# 恋びと
『恋びと』（こいびと、仏: Mon amour, mon amour）は、1967年製作のフランス映画。

## 概要
フランスを代表する名優の一人ジャン＝ルイ・トランティニャンが主演した映画であり、当時の妻だったナディーヌ・トランティニャンが監督を務めた恋愛映画である。日本では1969年に公開されたがソフト化はされていない。
なお、この映画には娘のマリー・トランティニャンが幼い頃に出演し、彼女の真のデビュー作でもある。

## ストーリー
ニースに住んでるヴァンサン（ジャン＝ルイ・トランティニャン）には遠距離恋愛の相手アガト（ヴァレリー・ラグランジェ）が居た。週末にパリから必ずやって来ては2人で情事を楽しむのだが、今回はアガトの様子がおかしく実は妊娠していたという。結婚する気もなくラブ・アフェアな関係を続けたいアガトは悩む。というのも、本音は結婚の事も頭によぎるものの、妊娠した事を告げる事で今までの関係が壊れる事を恐れていたのだ。一方ヴァンサンには積極的にアプローチしてくるマリルという女が現れるが…。

## スタッフ
- 監督・脚本：ナディーヌ・トランティニャン
- 撮影：ウィリー・クラン
- 音楽：フランシス・レイ

## キャスト
- ジャン＝ルイ・トランティニャン
- ヴァレリー・ラグランジェ
- ミシェル・ピッコリ
- ジャン＝ピエール・カルフォン
- マリー・トランティニャン